# Kees Ruizendaal
Kees (Cornelis) Ruizendaal (Maarssen, 17 mei 1909 - Doesburg, 20 april 1944) was een Nederlands verzetsstrijder tijdens de Tweede Wereldoorlog. Zijn verzetsnaam was Zwarte Kees.
Kees Ruizendaal diende al jong bij de Koninklijke Marine en bevoer zes jaar lang de wereldzeeën.
Na de Duitse inval verlegde hij zijn koers en slaagt hij er in 1942 in te worden geplaatst bij de Marechaussee in de grensplaats Aalten. Van meet af aan verrichtte hij allerlei activiteiten ten behoeve van de illegaliteit. Vanwege het grote aantal onderduikers was er in Aalten grote behoefte aan onderkomens, valse persoonsbewijzen, distributiekaarten, enz. Alras was hij genoodzaakt ook zelf onder te duiken.
Medio 1943 werd hij leider van de KP-Aalten, die naast hem werd bemand door Jan Ket (Zwarte Jan), Gerrit Kleisen (Gijs) en Feitze de Vries (Gerrit).
Ruizendaal sneuvelde op 20 april 1944 na een vuurgevecht met de SS op de binnenplaats van een woning te Doesburg, alwaar hij zich had verscholen in een konijnenhok.
Het was onderdeel van de dramatische nasleep van een - mede door het gebrek aan wapens - door hem geïnstigeerde operatie van de KP-Aalten, waarbij men in de val liep, die door de provocateur/verrader Willy Markus in samenwerking met de Duitse bezetter was uitgezet.
De uitschakeling van Ruizendaal betekende voor de KP-Aalten een zware slag. Verzetsleider Ome Jan Wikkerink wist echter de kort tevoren uit werkkamp, Buitencommando Arnhem van Kamp Vught  ontsnapte marechaussees Gijs van Haaften en Dick Kleisen en "verse" onderduikers bereid te vinden het opengevallen commando op zich te nemen. 